# Billy Brennagh
William Thomas Edmund Brennagh, detto Billy (Brampton, 13 agosto 1877 – Hamilton, 23 ottobre 1934), è stato un giocatore di lacrosse canadese, vincitore di una medaglia d'oro nel lacrosse maschile a squadre ai Giochi della III Olimpiade.

## Palmarès
In carriera ha conseguito i seguenti risultati:
- Giochi olimpici

Saint Louis 1904: oro nel lacrosse maschile a squadre.